# Ballhaus Tiergarten

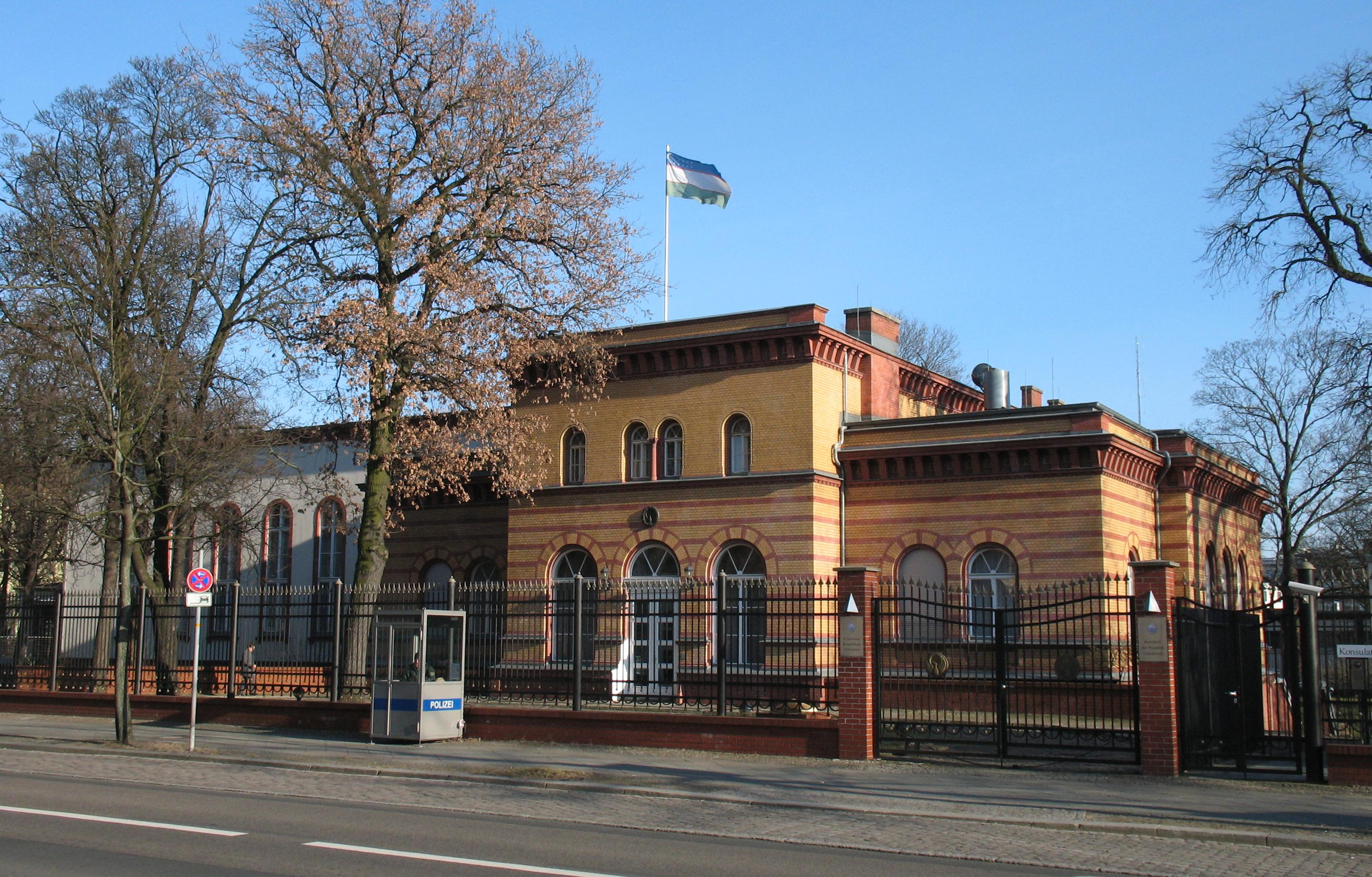
Ballhaus Tiergarten

Das Ballhaus Tiergarten ist ein historisches Gebäude in der Perleberger Straße 62 im Berliner Ortsteil Moabit des Bezirks Mitte. Das unter Denkmalschutz stehende Gebäude ist seit 2001 die Residenz der Usbekischen Botschaft.

## Geschichte
Das Gebäude wurde 1879/80 erbaut und diente zunächst als Offizierskasino des 1. Garde-Feldartillerie-Regiments. Es wurde abseits der Mannschaftsunterkünfte nach einem Entwurf des Garnisons-Bauinspektors Otto Heimerdinger errichtet, der auch die Bauleitung übernahm. Gemäß den Vorstellungen der militärischen Verwaltung wurde das Gebäude auf einem damals frei stehenden Platz inmitten einer Grünanlage errichtet.

## Architektonische Beschreibung
Der nach italienischem Villenstil errichtete, eingeschossige Bau wird von zwei niedrigen Seitentrakten beiderseits eingefasst. Deutlich erkennbar ist der Einfluss klassizistischer Architektur nach Vorbild des Architekten Carl Ferdinand Busse durch die gelben und roten Ziegeln und die Rundbogenfenster. Auch der ehemals als Speisesaal für die Offiziere erstellte Saal wird von mächtigen Bogenfenstern dominiert.
Direkt hinter dem Haupteingang befindet sich ein etwa 120 m² großer Empfangssaal, der heute „Deutscher Saal“ genannt wird. Die hohe Decke dieses Saals wurde in den 1930er Jahren zerstört, aus wirtschaftlichen Gründen wurde eine einfache Zwischendecke eingezogen, um die Zerstörungen zu kaschieren. Usbekische Bauarbeiter übernahmen die Restauration der ursprünglichen Decke, indem sie die Zwischendecke entfernten und aus erhaltenen Fragmenten der ursprünglichen Stuckdecke eine Reproduktion erstellten.
Erweitert wurde der Hauptbau im Zeitraum von 1934 bis 1935, als östlich ein Anbau errichtet wurde, der weitere Säle und eine Küche enthielt. Dies geschah in einem Zuge mit dem Umbau der benachbarten Kaserne, welche für die Kriegsakademie ertüchtigt wurde.

## Nachkriegszeit
Nach dem Ende des Zweiten Weltkriegs entstand zum einen der bis heute bekannte Name des Gebäudes Ballhaus Tiergarten, zum anderen stand das Gebäude über längere Zeit ungenutzt und war zunehmend dem Verfall ausgesetzt. Der Bau, der unter dem Berliner Denkmalschutz steht, wurde 2001 einer umfassenden Renovierung unterzogen und beherbergt seit diesem Zeitpunkt die Botschaft der Republik Usbekistan.

## Umgebung
In der angrenzenden, ehemals als Erholungsgarten für die Offiziere angelegten Grünfläche steht eine Stele, die an die Gefallenen im Deutsch-Französischen Krieg erinnern soll. Es handelt sich dabei um eine aus Sandstein gebaute Stele, auf deren Sockel, der aus Marmor hergestellt wurde, die Orte genannt werden, auf welchen die einzelnen Schlachten des Krieges stattgefunden haben. Die Stele ist gekrönt von einem preußischen Adler.

## Heutige Nutzung
Neben dem bereits erwähnten Sitz der Usbekischen Botschaft finden in dem historischen Bauwerk auch Musikkonzerte statt.

## Sonstiges
Das gesamte Gelände war ursprünglich von einer Mauer aus Backsteinen umgeben, von der heute nur noch ein Rest existiert. Überbleibsel finden sich vor dem ehemaligen Wohnhaus der Offiziere, der heutigen Perleberger Straße 62a.